# Котельницкий, Василий Михайлович
Василий Михайлович Котельницкий (1770—1844) — ординарный профессор и декан медицинского факультета Московского университета, доктор медицины, статский советник.

## Биография
Сын чиновника. По окончании полного курса в университетской гимназии (1781—1789) поступил в Московский университет; учился на медицинском факультете (1789—1794) и за успехи в медицинских науках получил две серебряные медали. В сентябре 1796 года получил степень кандидата медицины.
В марте 1803 года за диссертацию «De corporum combustione vitae animalium analoga» получил звание доктора медицины. В мае 1804 года Советом университета был избран в адъюнкты. Сначала преподавал медицинскую химию, а затем — фармакологию, рецептуру и историю медицины. С апреля 1810 года — экстраординарный профессор, а с октября 1810 года — ординарный профессор.
Исполнял обязанности цензора в течение года (1810). Избран Конференцией и являлся учёным секретарем Московской медико-хирургической академии (1814—1819). Член Училищного комитета при университете (1819—1822). Инспектор над своекоштными студентами (1826—1827). Инспектор казённых студентов (1827—1828).
Пять раз избирался деканом медицинского факультета (1814, 1815, 1826, 1827 и 1830). В 1835 году вышел в отставку.
Кавалер ордена Святого Владимира 4-й степени (1819), статский советник (1822), награждён за беспорочную службу за 25 лет (1831).
Печатные труды:
- О врачебных и хирургических свойствах опия, рассуждение Делароша, перевод с французского. — Москва, 1803
- De corporum combustione vitae animalium analoga. Diss. Inaug. — Mosquae, 1804
- Слово о начале, успехах и постепенном усовершенствовании Химии, произ несённое в торжественном собрании Университета 5 июля 1811 года
- Вместе с И. Ф. Венсовичем издавал «Медико-физический журнал от общества соревнователей врачебных и физических наук».